# When Everyone Has Gone
When Everyone Has Gone è il primo album inciso dagli E.S.T., pubblicato nel 1993 dalla Dragon Record. Tutti i brani sono composti dal gruppo stesso, ad eccezione del quarto di Victor Young e classico standard del jazz.

## Tracce
1. When everyone has gone – 6:39
2. Fingertrip – 8:26
3. Free four – 6:38
4. Stella by starlight – 8:22 (musica: Victor Young)
5. 4 am – 5:26
6. Mohammed goes to New York, part 1 – 4:14
7. Mohammed goes to New York, part 2 – 5:35
8. Waltz for the lonely ones – 3:54
9. Silly walk – 5:30
10. Tough tough – 4:11
11. Hands off – 6:18

Durata totale: 65:13

## Formazione
- Esbjörn Svensson - pianoforte, tastiera elettronica
- Dan Berglund - contrabbasso, Whistle
- Magnus Öström - batteria, voce